# Fukomys amatus
Fukomys amatus és una espècie de mamífer rosegador de la família de les rates talp. Viu a Zàmbia i la República Democràtica del Congo. En el passat se'l considerava una subespècie de Cryptomys hottentotus. Dins del gènere Fukomys, el seu parent més proper és un clade format per F. anselli, F. kafuensis, F. damarensis i F. darlingi.